# R-8 (ミサイル)
R-8(ロシア語: Р-8エール・ヴォースィェミ)は、ソ連で開発された空対空中距離誘導ミサイル(Управляемая ракета средней дальности класса воздух-воздух：空対空中射程誘導ロケット)である。設計局名称ではK-8(К-8カー・ヴォースィェミ)または製品24(изделие 24イズヂェーリイェ・ドヴァーッツァチ・チトィーリェ)などと呼ばれた。北大西洋条約機構(NATO)の考案したNATOコードネームでは、AA-3「アナブ」(AA-3 "Anab")と呼ばれた。

## 概要
第1世代の中距離空対空ミサイルであるK-8(製品24)は、1955年に第4設計局(のちの科学製造合同「モールニヤ」)で開発が始められた。K-8は、国土防空軍の迎撃戦闘機への搭載が予定されていた。1957年末には、最初の発射試験がYak-27Kで実施された。K-8には、Yak-27Kのウラガーン5Bレーダーとの組み合わせでレーダー誘導型と赤外線誘導型とが計画されていた。しかし、このYak-27Kの計画が破棄されたこともあり、すぐにK-8は開発中止となった。
続いてその派生型として開発されたのが、Su-11に搭載を予定されたK-8-2(製品24M)が開発された。オリョール・レーダーとの組み合わせで開発されたK-8-2は、500 mまでの上空目標を迎撃できた。その飛行速度は、1015 m/sであった。K-8-2はK-8Mと改称され、実用化の段階に入った。しかし、オリョール・レーダーが未だ完成域に達していなかったためもあり、最初の段階ではK-8Mは赤外線誘導装置を搭載していた。その後、レーダー誘導装置を搭載した派生型が完成された。1962年2月、Su-11-8Mの部隊配備に際しK-8Mも制式採用に至った。正式名称はR-8Mとされた。また、R-8Mの採用に際し、その訓練型となるUR-8も制式採用となった。
R-8Mの炸薬には、高性能火薬が用いられた。飛行速度の向上と積載量の増加は、ミサイルの操舵装置の簡素化と小型化、推進装置の出力増強を促した。火薬圧力アキュムレーター (PAD) と称された装置は、ミサイルの発射に際して点火しガスを発生させ、操舵装置や発電装置タービンに圧力を加えることによりそれを急速に始動するものとされた。
R-8Mのミサイルシステムは、発射母機、ミサイル弾体、レーダー誘導、地上からの誘導の4つの要素で構成されていた。このような誘導システムはR-8Mで初めて実用化されたものであり、R-8Mの配備開始当時、唯一このミサイルだけが持つシステムであった。当時、防空軍には自動迎撃装置を搭載する迎撃戦闘機としてSu-9-51とSu-11-8Mがあったが、RS-2USしか運用できないSu-9の方は十分な迎撃能力を有していたとは言えず、R-8Mを運用するSu-11の装備によってようやくソ連は有効な航空機による迎撃手段を獲得したと言えた。Su-11は、従来の迎撃戦闘機よりずっと大きな距離で目標を探知でき、自動で目標攻撃可能距離である12kmまで運航され、その距離に達すると離脱とともにミサイルを発射することができた。しかし、こうした完成されたシステムの一方でR-8M自体の性能は不十分なもので、非機動目標の迎撃しかできなかった。
R-8はソ連の古典的ミサイルとなり、そのスタイルは以降のミサイル設計の規範とされた。すなわち、R-8で採用された機首に操舵小翼を、中間部にエルロンを備えた強化支持翼を持ち、尾部に推進装置を持つという構造が、以降のソ連製ミサイルの典型的スタイルとなったのである。

## 派生型
R-8R
最初の量産型。
R-8MR
レーダー誘導型。たんにR-8Rとも呼ばれる。
R-8MT
赤外線誘導型。たんにR-8Tとも呼ばれる。
R-8R1
発展型。オリョールDレーダーに適応させたもの。
R-8M1R
レーダー誘導型。
R-8M1T
レーダー誘導型。

R-8M2
発展型。オリョールMレーダーに適応させたもの。R-98として制式採用となった。
UR-8
練習ミサイル型。実弾と同じシーカーなどの誘導装置や訓練用の記録装置を搭載する。エンジンや炸薬類は搭載していない。

## スペック

### R-8M1R
- 全長：4.18 m
- 直径：275 mm
- 翼幅：1.223 m
- 重量：285 kg
- 弾頭重量：40 kg
- 最大射程：20 km
- 最小射程：2 km
- 飛行継続時間：40 秒

### R-8M1T
- 全長：4.05 m
- 直径：275 mm
- 翼幅：1.223 m
- 重量：265 kg
- 弾頭重量：40 kg
- 最大射程：14 km
- 最小射程：2 km
- 飛行継続時間：40 秒

## 搭載航空機
- Su-11
- Su-15
- Yak-28P

## 運用国
- ソ連
- ブルガリア
- ルーマニア
- ポーランド
- ドイツ民主共和国
- ハンガリー
- チェコスロヴァキア